# Abró becenc

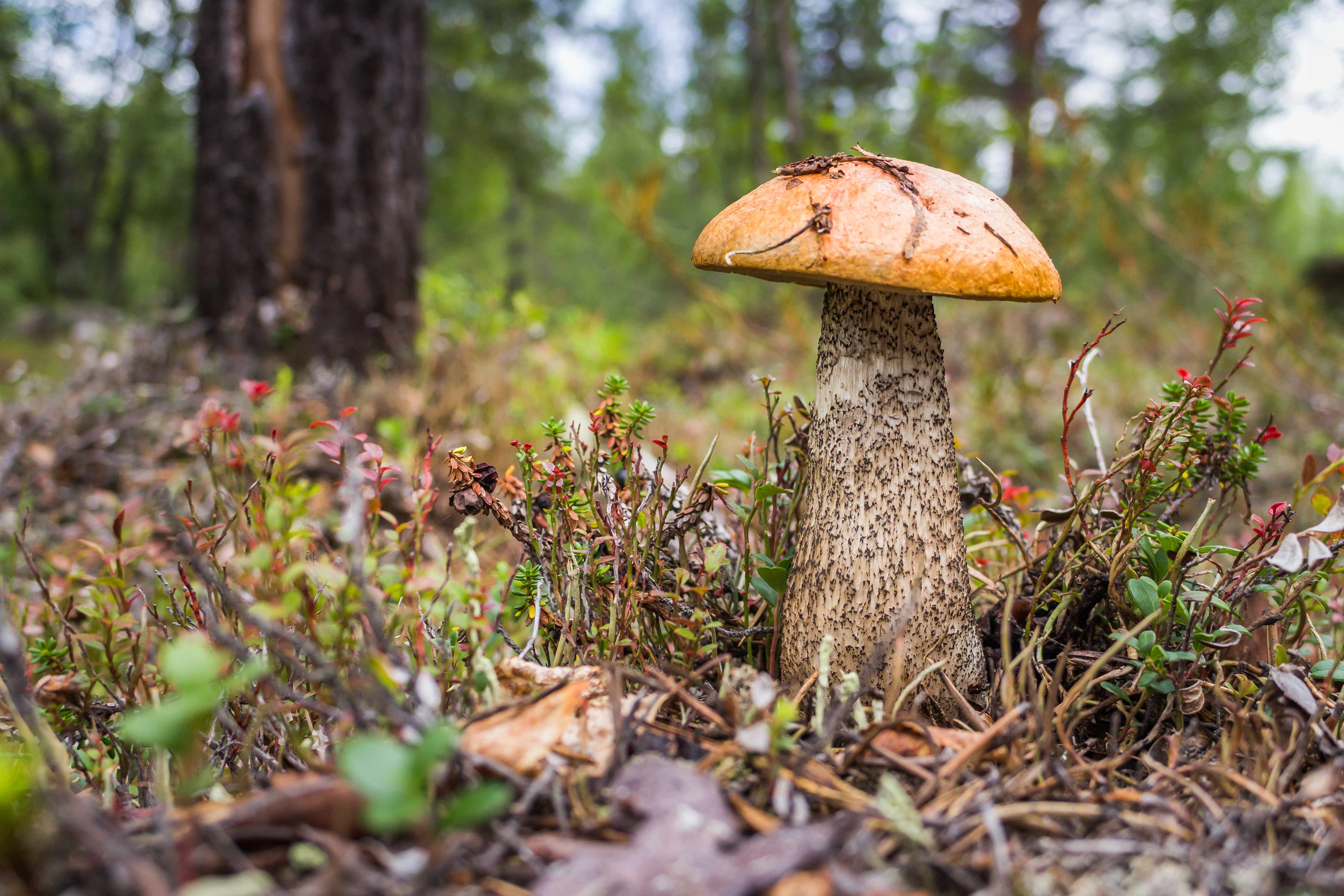
Abró becenc (Leccinum versipelle)

L'abró becenc (Leccinum versipelle), també anomenat abró de bedoll rogenc, molleró rogenc i abró, és un molleró poc citat, del grup dels mollerons alberencs o abrons, els mollerons de carn sempre blanca que, en tallar-la, canvia a rosa o lila i, sovint, a gris, negrós o negre. Es diferencia de la resta de mollerons alberencs pel barret bru pàl·lid a taronja, a vegades blanquinós, els aspres de grisencs a negres, fins i tot en els exemplars joves i pèl fet de viure vora bedoll o bes.

## Taxonomia
Descrit per primera vegada com a Boletus versipellis en la tesi de Kristofer Teodor Hök, dirigida per Elias Fries l'any 1835. El neotipus va ser designat per Bakker & Noordeloos (2005).
Walter Henry Snell (1944) el combinà al gènere Leccinum.

## Iconografia
Lannoy& Estades, Mon. Lecc. Europe (1995) pl. 24, pl. 31,pl 32, pl. 33
Assyov, Boris. Boletales.com.(2024)
Jose Antonio Muñoz, Boletus s.l. (2005): 101 a-d

## Descripció
Bolet de solitari a gregari; gran; barret de 8 a 20 cm de diàmetre; hemisfèric de jove, convex d’adult.
Superfície de groc ataronjat o bru groguenc a bru ataronjat o roig groguenc, algun cop blanc amb tons roses o albercoc; de finament vellutada a fibril·loso-esquamulosa, llis i gras en temps humit.
En els exemplars joves, el marge excedent fins a 4 mm, amb flocs apendiculats; en els adults el marge acostuma a ser enter.
Tubs curts; grisos ja des de ben joves.
Porus grisencs des de ben joves, mai perfectament blancs; de gris ocraci a bru pàl·lid amb l’edat; brunencs al frec.
Cama cilíndrica o clavada; de 6-20 cm de longitud; superfície llisa, de blanca a grisenca; amb aspres gris fosc o negre des de ben joves, algun cop blanquinosos, sovint molt densos; peu sovint amb taques blau verdoses.
Carn blanca, ben aviat de color vinaci clar en el barret i la part alta de la cama, amb el temps griseja i ennegreix, mantenint els tons violacis; sempre negre en les zones menjades per larves; sovint amb taques blau verdoses al peu; al tast, dolcenca

## Hàbitat
Des de l’estiu fins a la tardor; més corrent en terrenys silicis; sempre en zones muntanyoses; exclusiu de bedoll i bedoll nan.

## Distribució
Ocasional. És citat al llarg dels Pirineus.

## Espècies semblants
Tenen un aspecte similar el tremolí (Leccinum aurantiacum) i el tremolí de cama blanca (Leccinum albostipitatum). El tremolí té la cama coberta per aspres de color bru a bru vermellós i creix vora trèmol, albar i, algun cop, vora bedoll. En el tremolí de cama blanca els aspres són sempre de color blanc i creix vora espècies del gènere Populus. En les dues espècies no trobem mai els aspres de color bru fosc a negre.

## Comestibilitat
Comestible; com totes les espècies del gènere Leccinum cal considerar-les com a comestibles mediocres. Es recomanable descartar la cama. Causen problemes gastrointestinals si es mengen crus o mal cuinats.

## Analítica
- Carn formol+: inicialment, rosa salmó; ben aviat, rogenc. Carn FeSO4 +: Verd a verd groguenc